# Tarcisio Bertone
Tarcisio Pietro Evasio Bertone, född 2 december 1934 i Romano Canavese, Piemonte, är en romersk-katolsk ärkebiskop och kardinal. Från den 15 september 2006 till den 15 oktober 2013 var han kardinalstatssekreterare, Heliga stolens statssekretariats överhuvud. Från 2007 till 2014 var Bertone camerlengo.

## Biografi
Tarcisio Bertone föddes i Piemonte som det femte av åtta barn. Han blev tidigt involverad i politiken, först i den antifascistiska rörelsen i Italien, sedan i partipolitiken. 1950 gick han med i Salesianska orden. Han är doktor i kanonisk rätt, och disputerade med en avhandling om statsskicket i Vatikanen under påve Benedictus XIV (1740-1758). Avhandlingen bär titeln Il governo della Chiesa nel pensiero di Benedetto XIV - Papa Lambertini, 1740-1758. Han prästvigdes den 1 juli 1960.
Efter att ha varit rektor för sin ordens universitet, utsågs han till ärkebiskop 1991 i Vercelli av påve Johannes Paulus II. Han avgick 1995, då han inträdde i kurian, som sekreterare för Troskongregationen. 2002 utnämndes han till ärkebiskop av Genua, och upphöjdes till medlem av kardinalkollegiet 21 oktober 2003, då han utsågs till kardinalpräst av Santa Maria Ausiliatrice in Via Tuscolana, vilket han var till 10 maj 2008. Han var en av de kardinalelektorer som valde Benedictus XVI till påve den 19 april 2005. 
Tarcisio Bertone utsågs den 10 maj 2008 till kardinalbiskop av Frascati suburbikariska stift.